# Emily Sartz-Lunde
Emily Sartz-Lunde (* 12. Januar 2006) ist eine norwegische Tennisspielerin.

## Karriere
Emily Sartz-Lunde spielt bislang vor allem auf der ITF Junior Tour und der ITF Women’s World Tennis Tour, wo sie bisher aber noch keinen Titel gewinnen konnte.
2023 trat sie mit Partnerin Ekaterina Perelygina im Juniorinnendoppel der US Open an, wo die beiden in der ersten Runde gegen Hannah Klugman und Mingge Xu mit 1:6 und 1:6 verloren.
2024 startete sie bei den Australian Open, wo sie im Juniorinneneinzel, wo sie in der ersten Runde mit 1:6 und 2:6 gegen Joana Konstantinowa verlor. Im Juniorinnendoppel gelangte sie zusammen mit Alanis Hamilton mit einem 7:64 und 6:3 Sieg gegen Joy de Zeeuw und Malak El Allami ins Achtelfinale, wo die beiden dann aber den späteren Halbfinalistinnen Ena Koike und Sara Saitō mit 2:6 und 3:6 unterlagen. Bei den French Open verlor sie im Juniorinneneinzel mit 6:74 und 4:6 gegen Kristina Penickova. Im Juniorinnendoppel gewann sie mit Partnerin Kate Fakih in der ersten Runde mit 6:1 und 6:2 gegen Darja Jegorowa und Yuliya Perapekhina. Die beiden verloren dann im Achtelfinale gegen Hannah Klugman und Mingge Xu mit 3:6 und 1:6. In Wimbledon verlor sie im Juniorinneneinzel mit 4:6 und 6:75 gegen Monika Stankiewicz. Im Juniorinnendoppel erreichte sie mit Partnerin Malak El Allami mit einem Sieg gegen Annika und Kristina Penickova das Achtelfinale, wo die beiden dann gegen Mika Stojsavljevic und Mingge Xu mit 1:6, 7:5 und [9:11] verloren. Im September verlor sie bei den US Open im Juniorinneneinzel in der ersten Runde gegen Sonja Zhiyenbayeva mit 6:75 und 3:6, gewann aber an der Seite von Malak El Allami den Titel im Juniorinnendoppel.
Sie spielt seit 2024 für die Norwegische Billie-Jean-King-Cup-Mannschaft, wo sie bei bislang fünf Begegnungen eine Bilanz von zwei zu sechs hat. Dabei stehen ein Sieg bei fünf Einzeln und zwei Siegen bei acht Doppeln zu Buche.

### College Tennis
Sartz-Lunde spielt ab der Saison 2024/25 für das Damentennisteam der Michigan Wolverines der University of Michigan.

## Abschneiden bei Grand-Slam-Turnieren

### Juniorinneneinzel
| Turnier         | 2024 | Karriere |
| --------------- | ---- | -------- |
| Australian Open | 1    | 1        |
| French Open     | 1    | 1        |
| Wimbledon       | 1    | 1        |
| US Open         | 1    | 1        |

Zeichenerklärung: S = Turniersieg; F, HF, VF, AF = Einzug ins Finale / Halbfinale / Viertelfinale / Achtelfinale; 1, 2, 3 = Ausscheiden in der 1. / 2. / 3. Hauptrunde; nicht ausgetragen

### Juniorinnendoppel
| Turnier         | 2023 | 2024 | Karriere |
| --------------- | ---- | ---- | -------- |
| Australian Open | —    | AF   | AF       |
| French Open     | —    | AF   | AF       |
| Wimbledon       | —    | AF   | AF       |
| US Open         | 1    | S    | S        |